# Überlingen
Überlingen (en allemand : /ˈyːbɐˌlɪŋən/ ? Écouter [Fiche]; en français Oberlinghen) est une ville du Bade-Wurtemberg (arrondissement du Lac de Constance) dans le sud-ouest de l’Allemagne. Elle est située sur la rive nord-ouest du lac de Constance, dont cette partie septentrionale porte d’ailleurs le nom d’Überlinger See (c’est-à-dire « lac d’Überlingen »). Sa population est d’environ 21 000 habitants.

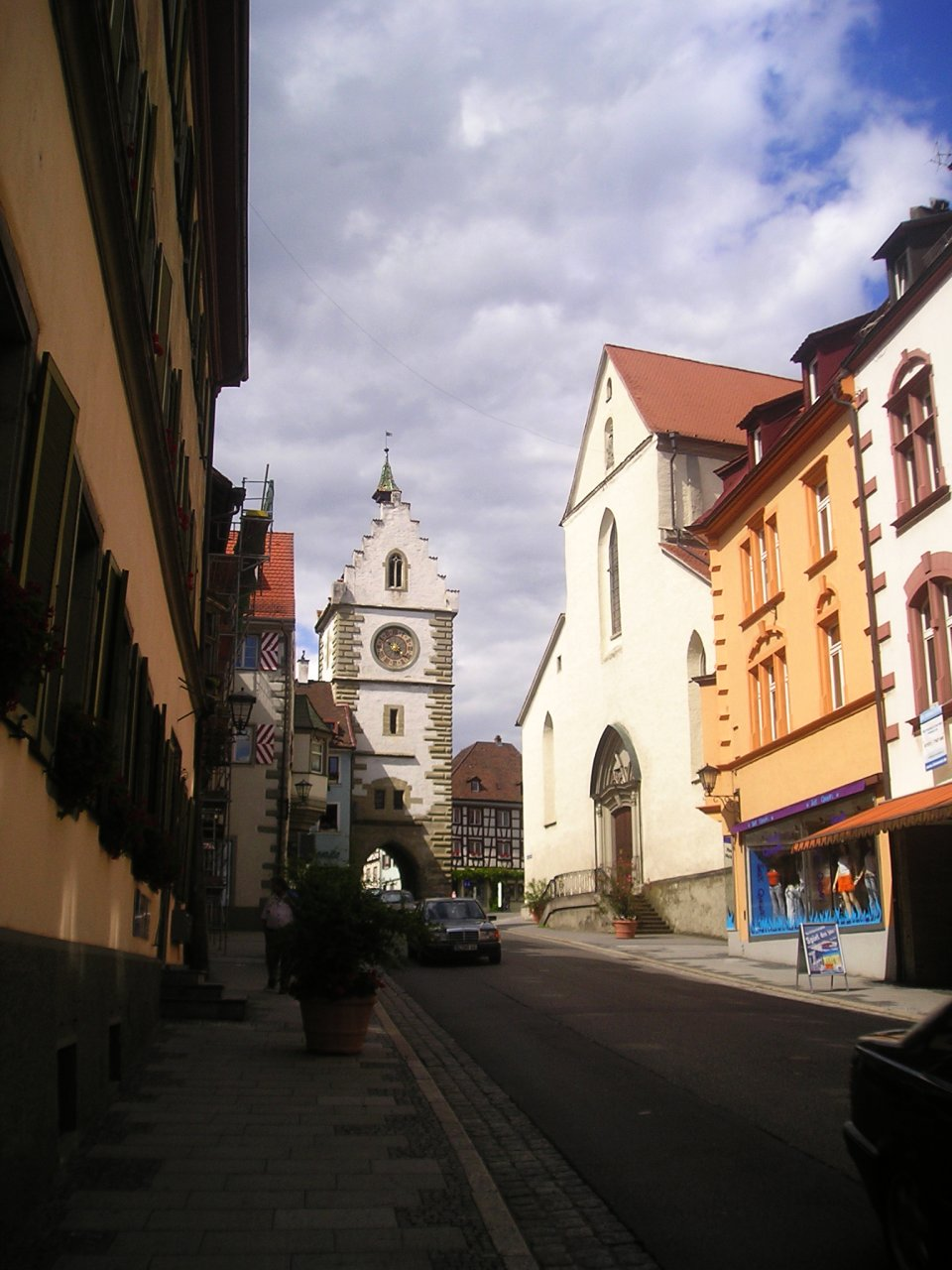
Überlingen

## Histoire
| Appartenances historiques Duché de Souabe 915-1268 Saint-Empire (Ville libre) 1268-1803 Électorat de Bade 1803–1806 Grand-duché de Bade 1806–1918 République de Weimar 1918–1933 Reich allemand 1933–1945 Allemagne occupée 1945–1949 Allemagne de l'Ouest 1949–1990 Allemagne 1990–présent |

De l'époque antique on n'a trouvé que trois monnaies romaines du IVe siècle. La ville alémanique d’Überlingen est pour la première fois mentionnée en 770 sous le nom de Iburinga. L'empereur Frédéric 1er dit Barberousse lui accorde le droit de marché en 1180. Elle obtient le statut de cité en 1211. Le centre-ville avec son église paroissiale de Saint Nicolas, sa mairie et ses fortifications renvoient aux temps où Überlingen est, dès la fin du XIVe siècle, ville libre de l'Empire. L’économie de la cité est florissante entre les XIIIe et XVIe siècles principalement grâce aux nombreuses vignes qui couvrent les pentes orientées au sud des rives du lac de Constance. Durant la guerre de Trente Ans, les Suédois tentent de prendre la cité en 1632 et 1634, mais n’y réussissent guère, ce qui est commémoré jusqu'à nos jours par des processions annuelles. En 1803, à la suite des guerres napoléoniennes, Überlingen perd sa liberté impériale. Elle est plus tard incorporée dans le grand-duché de Bade.
Pendant la Seconde Guerre mondiale, un camp annexe du camp de concentration de Dachau y est situé. C'est aujourd'hui un lieu de mémoire qui peut être visité régulièrement.
Aujourd’hui, Überlingen est une destination touristique populaire, sur le lac de Constance, en raison d'un climat particulièrement clément. Son église est la seconde plus grande sur le lac.

### Accident aérien
En juillet 2002, la ville acquiert une renommée mondiale lorsqu'elle est le théâtre d'une des collisions aériennes les plus marquantes de l'histoire : un Tu-154 de la Bashkir Airlines percute en plein vol (à plus de 9 000 mètres d'altitude) un avion-cargo de la DHL, tuant les 71 personnes à bord des deux appareils (dont 54 mineurs, passagers du vol Bashkirian Airlines 2937). La partie septentrionale d'Überlingen se retrouve jonchée de cadavres et de débris d'aéronef.
Le 24 février 2004, l'architecte russe Vitali Kaloïev qui a perdu sa famille dans la catastrophe assassine Peter Nielsen, l'homme chargé du contrôle aérien le soir du drame. Cet acte de vengeance ravive la mémoire douloureuse de la collision d'Überlingen.  
Le 3 mai 2004, un monument rendant hommage aux victimes de la tragédie est inauguré à Brachenreuthe dans le nord d'Überlingen. Œuvre de la sculptrice Andrea Zaumseil (de), native d'Überlingen, il représente un collier de perles brisé, probablement en référence à celui de Diana, la fille de Vitali Kaloïev.
Le 19 mai 2004, le BFU publie son rapport sur la collision aérienne d'Uberlingen dans lequel il pointe la lenteur de réaction de Peter Nielsen et le refus des pilotes du Tu-154 de suivre les instructions du TCAS comme les causes principales de l'accident.

## Enseignement
Überlingen abrite l’internat de la Schule Schloss Salem.

## Jumelages
- Chantilly (France) depuis 1987
- Bad Schandau (Allemagne) depuis 1990

En 1990 la ville d'Überlingen commençait un jumelage avec la ville saxonne Bad Schandau. Elle aidait les citoyens de Bad Schandau dans leurs efforts de vivre en démocratie et à l'aisance après la chute du mur. Ce qui restait ce sont les liens d'amitié.
Depuis 1965 il y a un jumelage entre les pompiers de St. Valentin auf der Haide en Südtirol, Italie et les pompiers de la ville d'Überlingen.